# Düppeler-Schanzen-Marsch
Der Düppeler-Schanzen-Marsch ist ein preußischer Armeemarsch.

## Allgemeines
Der preußische Militärmusiker Gottfried Piefke komponierte im Deutsch-Dänischen Krieg 1864 anlässlich des Sturmes der preußischen Truppen auf die Düppeler Schanzen, in denen sich dänische Truppen zur Verteidigung eingerichtet hatten, zwei Militärmärsche: Der eine ist der Düppeler Sturmmarsch (Armeemarsch II, 185), der andere, wesentlich bekanntere der Düppeler-Schanzen-Sturmmarsch (Armeemarsch II, 186), der heute fast ausschließlich nur noch als Düppeler-Schanzen-Marsch bezeichnet wird.

## Entstehung
Piefke hatte am Angriffstag, dem 18. April 1864, den Auftrag, den Sturm der preußischen Truppen mit anfeuernder Marschmusik zu begleiten. Bei dieser Gelegenheit wurde der Düppeler-Schanzen-Sturmmarsch erstmals zur Aufführung gebracht. Der Legende nach soll eine Kanonenkugel Piefke dabei den Taktstock aus der Hand gerissen haben, worauf er mit seinem Degen weiter dirigiert haben soll. Diese Episode wurde von Piefke im kurze Zeit später komponierten Düppeler Sturmmarsch musikalisch verarbeitet: Im Anfangsteil dieses Marsches setzt die Musik mitten im Spiel plötzlich auf einen Paukenschlag (Einschlag der Kanonenkugel) hin aus, eine einzelne Querpfeife spielt daraufhin das preußische Avanciersignal (Signal zum Vorrücken), worauf auch die Musik wieder einsetzt. Verwirrenderweise steht der Düppeler Sturmmarsch aber in der Armeemarschsammlung in der Nummernfolge vor dem Düppeler-Schanzen-Marsch, obwohl er später komponiert wurde.

## Zur Musik
Der Düppeler Schanzen-Sturmmarsch oder Düppeler Schanzen-Marsch verwendet als Vorspiel das berühmte preußische Zapfenstreichsignal und im Trio das Lied „Steh’ ich in finst’rer Mitternacht“ (Text von Wilhelm Hauff), das die Geschichte eines einsamen Soldaten erzählt, der sich nach Heimat und Familie sehnt.

## Trivia
Die Melodie des Marsches kommt unter anderem als Hintergrundmusik in dem Film Bismarck von Wolfgang Liebeneiner (1940) vor, und zwar während der Szene, in der König Wilhelm I. während der Siegesfeier nach dem Dänischen Krieg mit dem alten Feldmarschall Wrangel spricht.